# Barta Mária (színművész)
Barta Mária, Bozóky Istvánné (Budapest, 1923. szeptember 15. – Budapest, 2011. július 3.) Aase-díjas magyar színésznő, érdemes művész, a Szegedi Nemzeti Színház örökös tagja.

## Életpályája
Barta Frigyes (1892–1937) mérnök, műszaki tisztviselő és Schnabel Margit gyermekeként született. A második világháború előtt Bárdos Artúr tanítványa volt. 1945 és 1947 között a Belvárosi Színház színésze volt. 1945-ben házasságot kötött Bozóky Istvánnal. Egy lányuk született: Bozóky Mária-Zsuzsanna (1951). 1947–1949 között a Nemzeti Színházban szerepelt. 1952-1953 között az Állami Faluszínház, majd rövid ideig a Miskolci Nemzeti Színház tagja volt. 1954–1956 között a Madách Színházban játszott. 1956-ban külföldre távozott. 1963-ban tért haza. 1963–64-ben a kaposvári Csiky Gergely Színház színésze volt. 1964-től mintegy húsz esztendőn keresztül a Szegedi Nemzeti Színház művésze volt. 1983–1988 között a zalaegerszegi Hevesi Sándor Színházban lépett fel. 1988–1990 között ismét a Szegedi Nemzeti Színház tagja volt. 1990-től a Vígszínház tagja, közben a Gór Nagy Mária Színitanoda tanára volt. 2000–2004 között az Aase-díj kuratóriumának tagja volt. 2011. július 3-án Budapesten hunyt el.

## Színházi szerepei
A Színházi adattárban regisztrált bemutatóinak száma (1949–): 110.
- Adujev: A dohányon vett kapitány... Diana grófnő
- Anouilh: Becket, vagy Isten becsülete... Anyakirálynő
- Anouilh: Torreádor keringő... Tábornokné
- Arbuzov: Egy szerelem története... Larisza
- Arthur Miller: A salemi boszorkányok... Rebecca Nurse; Tituba
- Babel: Húsvét... Eliza asszony
- Bakonyi Károly: Mágnás Miska... Lány
- Balázs Béla: A fából faragott királyfi...
- Balázs Béla: A kékszakállú herceg vára...
- Barabás-Semsei: Budai kaland... Terka
- Barát Endre: Lobog a mécses... Karolina
- Behan: A túsz... Meg Dillon
- Bókay János: Az utód... Bíró Margit
- Brecht: Baal...
- Brecht: Filléres opera...
- Bresan: Paraszt Hamlet... Nara Mis-Majkocsa
- Noël Coward: Forgószínpad... Cora Clarke
- Csehov: Cseresznyéskert... Ranyevszkaja
- Csehov: Három nővér... Anfisza
- Csehov: Ivanov... Avdotyja Nazarovna
- Csurka István: Házmestersirató... Jónásné
- Dosztojevszkij: Fehér éjszakák... Öregasszony
- Dürrenmatt: Angyal szállt le Babilonba... Tabtum
- Dürrenmatt: Játsszunk Strindberget... Alice
- Egri Viktor: Közös út... Veron
- Eisemann Mihály: Fekete Péter... Mme Lefebre
- Euripidész: Médeia... Korinthoszi nők karvezetője
- Gárdonyi Géza: Ida regénye... A Főasszony
- Gelman: Éjszakai utazás... Nujkina
- Georges Feydeau: Bolha a fülbe... Olympe Ferraillon
- Giulio Scarnacci–Renzo Tarabusi: Kaviár és lencse... Helena Vietoris
- Goethe: Egmont... Pármai Margit
- Gogol: Háztűznéző... Arina Pantyelejmonovna
- Gorkij: Zikovék... Celovanyeva
- Gyárfás Miklós: Játszik a család... Aranka
- Halász Imre: Egy csók és más semmi... Manci; Bartáné
- Halász Rudolf: Szamárlétra... Lucia
- Háy Gyula: Mohács... Kanizsai Dorottya
- Ionesco: Rinocéroszok... Háziasszony
- Ifj. Johann Strauss: A cigánybáró... Mária Terézia
- John Kesselring: Arzén és levendula... Abby
- Jókai–Böhm–Korcsmáros: A kőszívű ember fiai... Baradlayné
- Katona József: Jeruzsálem pusztulása... Feleség
- Kertész Ákos: Sziklafal... Anyuska
- Kövesdi Nagy Lajos: Szegény kis betörő...
- Kristóf Károly: Vörös posztó...
- Krúdy Gyula: A vörös postakocsi... Özv. Bágyiné
- Lehár Ferenc: A mosoly országa... Franci
- Lengyel Menyhért: A csodálatos mandarin...
- Lessing: Bölcs Náthán... Daja; Szittah
- Lev Tolsztoj–Székely Júlia: Anna Karenyina... Anna Karenyina
- Loewe: My fair lady... Virágáruslány; Artista
- Madách Imre: Az ember tragédiája... Anya; Éva anyja; Cigányasszony
- Mario Vargas Llosa: Pantaleón és a hölgyvendégek... Chuchupe
- Maróti Lajos: Egy válás története... Mária Terézia
- Maróti Lajos: Közéletrajz... Panaszos néni; Elvtársnő; Podmaniczkiné
- Martos–Bródy: Sybill... Nagyhercegnő
- Masanetz: Madame X... .Xonga Miller
- Maugham: Imádok férjhez menni... Mrs. Shuttleworth
- Méhes György: Barbár komédia... Gudramunde
- Mithois: Férjvadászat... Coco Baisos
- Molière: Tartuffe... Elmira és Pernelle asszony
- Móricz Zsigmond: Fortunátus... Öreg Drághffyné
- Oláh Margit: Nézd meg az apját... Lány
- O'Neill: Hosszú út az éjszakába... Mary Tyron
- O’Neill: Egy igazi úr... Nora Melody
- Osztrovszkij: Vihar... Marfa Ignatyevna Kabanova
- Ödön von Horváth: Mesél a bécsi erdő... Bárónő
- Örkény István: Macskajáték... Giza; Paula
- Petrusevszkaja: Zeneórák... Anna Sztyepanovna
- Pogogyin: A Kreml toronyórája... Ijedt nő
- Ribakov: Az Arbat gyermekei... Marna
- Ruszt József: Liszt...
- Scribe–Legouvé: Navarrai Margit... Izabella
- Scribe: Egy pohár víz... Királynő
- Shakespeare: Szentivánéji álom... Heléna
- Shakespeare: III. Richárd... Erzsébet királynő
- Shakespeare: Harmadik Richárd... York hercegné
- Shakespeare: Cymbeline... Királynő
- Shakespeare: Julius Caesar... Calpurnia
- Shakespeare: Lear király... Bolond
- Shaw: Pygmalion... Elisa
- Shaw: Sosem lehet tudni... Glória; Lanfrey Clandonné
- Shaw: Tanner John házassága... Lady Anna
- Sólyom László: Értünk harcoltak... Munkás nő
- Spiró György: Dobardan... A menekülttábor lakója
- Szabó Magda: Régimódi történet... Rickl Mária
- Szimonov: Legény a talpán... Zsenja
- Tennessee Williams: A vágy villamosa... Eunice
- Tóth Miklós: Köztünk maradjon... Bertus
- Tremblay: Sógornők... Olivine Dubu
- T. S. Eliot: Gyilkosság a katedrálisban... Canterbyri asszony
- Turgenyev: Egy hónap falun... Anna
- Urbán Ernő: Tűzkeresztség... Bokorné
- Vasziljev: A hajnalok itt csendesek... Szonja anyja
- Victor Hugo: Királyasszony lovagja... D'Albuquerque hercegnő
- Webster: A fehér ördög... Cornélia
- Wedekind: A tavasz ébredése... Igazgató
- Whiting: Az ördögök... Henri de Condé herceg
- Wilder: A mi kis városunk... Mrs. Soames
- Zapolska: Dulszka asszony erkölcse... Lakó

## Filmjei
- Gázolás (1955) – Dr. Pozsonyi Magda
- Tűzoltó utca 25. (1973)
- Anyegin (1990; tévéfilm) – Anyiszija
- Pá, drágám! (1991)
- Rizikó 1-8. (1992) – Hédi
- Kis Romulusz (1994) – Irén mama
- Família Kft. VII. (1997)

## Díjai, elismerései
- Érdemes művész (1980)
- Aase-díj (1997)
- Pro Civibus Díj (2010)
- Gundel Életmű-díj (2010)
- a Szegedi Nemzeti Színház örökös tagja